# Fitzhugh Townsend
Samuel George Fitzhugh Townsend (New York, 1872. április – New York, 1906. december 11.) olimpiai ezüstérmes amerikai tőr- és párbajtőrvívó, mérnök.

## Sportpályafutása
Az 1904. évi nyári olimpiai játékokon három vívószámban indult: csapat tőrvívásban ezüstérmes lett. Egyéniben tőrvívásban és párbajtőrvívásban helyezés nélkül zárt.